# Piccole suore dell'Assunzione
Le Piccole Suore dell'Assunzione (in francese Petites Sœurs de l'Assomption) sono un istituto religioso femminile di diritto pontificio: i membri di questa congregazione pospongono al loro nome la sigla P.S.A.

## Storia
La congregazione venne fondata a Parigi il 17 luglio 1865 dal sacerdote francese Étienne Pernet (1824-1899), degli Agostiniani dell'Assunzione, assieme ad Antoinette Fage (1823-1883) con il fine di "estendere il Regno di Dio nella classe operaia mediante la cura gratuita dei malati a domicilio". L'8 dicembre 1872 le aspiranti fecero la prima vestizione e la prima professione dei voti si ebbe il 3 luglio 1875.
Le suore seguono la regola di sant'Agostino: l'istituto ricevette il pontificio decreto di lode il 2 aprile 1897 e le sue costituzioni vennero approvate definitivamente dalla Santa Sede il 3 agosto 1901.

## Attività e diffusione
Le Piccole Suore dell'Assunzione si dedicano a varie opere di formazione umana e spirituale e sono attive nel campo socio-sanitario, specialmente a favore delle famiglie povere.
Sono presenti in Europa (Belgio, Francia, Irlanda, Italia, Portogallo, Regno Unito, Spagna), in Africa (Repubblica Democratica del Congo, Egitto, Madagascar, Marocco, Sudafrica, Tunisia), nelle Americhe (Argentina, Bolivia, Brasile, Canada, Colombia, El Salvador, Perù, Stati Uniti d'America, Uruguay), nelle Filippine e in Nuova Zelanda; la sede generalizia è a Parigi.
Al 31 dicembre 2008, la congregazione contava 885 religiose in 133 case.